# Anne Mette Hansen
Anne Mette Hansen (Glostrup község, 1994. augusztus 25. –) háromszoros világbajnoki bronzérmes, olimpiai bronzérmes, Európa-bajnoki ezüstérmes, kétszeres BL-győztes dán válogatott kézilabdázó, balátlövő, jelenleg a román CSM București és a dán kézilabda válogatott játékosa.

## Pályafutása

### Klubcsapatokban
Anne Mette Hansen 2007-ben kezdte pályafutását szülővárosában,Glostrupban az FHH90 Glostrup csapatában,ahol 3 éves szerződést írt alá. Felnőtt szinten 2010-től szerepelt a dán másodosztályú Ajax København csapatában. 2014-ben még tagja volt a csapatnak, amely kiharcolta a feljutást az első osztályba, de a következő szezont már a szintén élvonalbeli København Håndboldnál kezdte, ahonnan 2017-ben a Győri Audi ETO KC-hoz igazolt. Ahol 2+1 éves szerződést írt alá, de 2019 szeptemberében 2022-ig meghosszabbította szerződését az ETO-val. Görbicz Anita visszavonulása után, 2021-től ő volt a Győri Audi ETO KC csapatkapitánya. 2022 januárjában még egy éves szerződést írt alá a Győrnél. A Rába-parti együttessel kétszer nyert Bajnokok Ligáját (2018, 2019), négyszer magyar bajnokságot és háromszor Magyar Kupát. Szerződése lejárta után a francia Metz Handball szerződtette. 2025 nyarától a román CSM București játékosa.

### A válogatottban
Anne Mette Hansen a dán utánpótlás válogatottakkal is elért sikereket. 2011-ben az ifjúsági Európa-bajnokságon ezüstérmes lett, a döntőben az orosz válogatottól egygólos vereséget szenvedve. Egy évvel később az ifjűsági világbajnokságon szintén dán-orosz döntőre került sor, amelyet ezúttal 27–26-ra a dán válogatott nyert meg, Hansen a mérkőzésen 8 gólt szerzett, ezzel ő lett a döntő legeredményesebb dán játékosa. A 2013-as dán rendezésű junior Európa-bajnokságon már az elődöntőben találkozott egymással a dán és az orosz csapat, a mérkőzésen Hansen 10 gólt lőtt, hosszabbításban mégis az oroszok jutottak a döntőbe, a dánok pedig bronzéremért játszhattak. A bronzmérkőzést Norvégia ellen megnyerte a dán válogatott, ezen a mérkőzésen Hansen 11 találatig jutott. A tornán összesen 48 gólt szerzett, ezzel a góllövőlista második helyén zárt, és remek teljesítményének köszönhetően a torna All-star csapatába is bekerült.
A felnőtt válogatottban 2013-ban mutatkozhatott be, és abban az évben be is került a világbajnokságra utazó keretbe, amely végül bronzérmes lett. A 2020-as Európa-bajnokságon Dánia Horvátországgal szemben alul maradt a bronzmérkőzésen, és ezt Hansen nagyon nehezen heverte ki. A 2021-es világbajnokságon bronzérmet szerzett a csapat, a házigazdát, Spanyolországot felülmúlva.

## Sikerei

### Dán válogatott
- Olimpiai játékok:
  - Bronzérmes: 2024
- Világbajnokság:
  - Bronzérmes: 2013, 2021, 2023
- Európa-bajnokság:
  - Ezüstérmes: 2022

### Győri Audi ETO KC
- Bajnokok Ligája:
  - Győztes: 2018, 2019[7]
  - Ezüstérmes: 2022
  - Bronzérmes: 2021, 2023
- Magyar bajnokság:
  - Győztes: 2018, 2019,[8] 2022, 2023
  - Ezüstérmes: 2021
- Magyar Kupa:
  - Győztes: 2018, 2019, 2021
  - Ezüstérmes: 2022, 2023

### Metz Handball
- Francia bajnokság:
  - Győztes: 2024, 2025
- Francia Kupa:
  - Győztes: 2024, 2025